# Мусаев, Рамин Намаз оглы
Рамин Намаз оглы Мусаев (азерб. Musayev Ramin Namaz oğlu; род. 26 апреля 1963, Шуа-Болниси, Болнисский район) — азербайджанский футбольный функционер, общественный и государственный деятель, президент Профессиональной футбольной лиги Азербайджана (2008—2022).

## Биография

### Образование и работа
Рамин Мусаев является выпускником факультета Гидромелиорации Азербайджанского Строительного Университета, которую завершил в 1985 году. В детстве занимался спортом, в частности борьбой. Был кандидатом в мастера спорта. Долгие годы работал в правоохранительных органах Азербайджана.

### Семья
Женат, имеет двоих детей – сына и дочь. Сын Рамина Мусаева — Эльвин Мусазаде является футболистом. Защищал цвета таких азербайджанских клубов, как «Нефтчи», МОИК, «Симург», «Ряван» и «Карабах».

### ФК «Нефтчи»
С 2004 года активно занимается футбольной деятельностью. В апреле 2004 года был назначен исполнительным директором бакинского «Нефтчи», а в ноябре того же года занял пост вице-президента флагмана азербайджанского футбола. В период его работы в стане «черно-белых», столичный клуб добился выхода во второй квалификационный раунд Лиги чемпионов, а также завоёвывал 14-й Кубок чемпионов Содружества стран СНГ и Балтии в 2006 году и был финалистом 13-го Кубка 2005 года.

### ПФЛ
2 июля 2008 года, по итогам голосования, проведенного в АФФА, избран первым президентом новосозданной ПФЛ - Профессиональной Футбольной Лиги Азербайджана и занимал этот пост на протяжении четырех лет. Сразу же после избрания на новую должность, покинул совой пост вице-президента в клубе «Нефтчи», так как согласно уставу организации, глава ПФЛ не имеет право состоять в структуре ни одного клуба страны.
3 июля 2012 года, на выборах, проходивших в штаб-квартире АФФА, при участии президента АФФА Ровнага Абдуллаева и руководителей клубов, Рамин Мусаев был единогласно переизбран на второй срок.
Покинул пост 29 июля 2022 года. 